# أليكساندر ترودو
أليكساندر ترودو هو صحفي كندي، ولد في 25 ديسمبر 1973 في أوتاوا في كندا.

## وصلات خارجية
- أليكساندر ترودو على موقع IMDb (الإنجليزية)